# Al Jazira Norte

Localização do distrito

Al Jazira Norte é um dos sete distritos do estado de Al Jazirah, no Sudão.